# أنور ججوكاج
أنور ججوكاج (بالإنجليزية: Enver Gjokaj)‏ هو ممثل أمريكي، ولد في 12 فبراير 1980 بمقاطعة أورانج في الولايات المتحدة.

## أعمال

### أفلام
- (2010) حجارة
- (2012) المنتقمون[4][5]

## وصلات خارجية
- أنور ججوكاج على موقع IMDb (الإنجليزية)
- أنور ججوكاج على موقع ألو سيني (الفرنسية)
- أنور ججوكاج على موقع أول موفي (الإنجليزية)
- أنور ججوكاج على موقع قاعدة بيانات الفيلم (الإنجليزية)
- أنور ججوكاج على موقع كينوبويسك (الروسية)